# 托斯卡納語
托斯卡納語（拉丁語：lingua toscana），又稱為托斯卡納方言，流行在義大利托斯卡納地區，是意大利-達爾馬提亞語的分支。由拉丁語演變至現在的形式，標準義大利語就是源自於托斯卡納語中的方言。在義大利王國時期，它成為義大利各地區的官方語言，逐步形成現在的標準義大利語。